# Heidelbeer-Nacktbasidie
Die Heidelbeer-Nacktbasidie (Exobasidium myrtilli) ist eine Pilzart aus der Familie der Nacktbasidienverwandten (Exobasidiaceae). Sie lebt als Endoparasit auf Heidelbeeren (Vaccinium myrtillus) und infiziert die gesamte Pflanze. Symptome des Befalls durch die Heidelbeer-Nacktbasidie sind vor allem gelbliche oder hellrote Blattflecken, die vom Auftreten des weißen Myzels an der Pflanzenoberfläche gefolgt werden. Die Art ist in Nord-, West- und Mitteleuropa nachgewiesen.

## Merkmale

### Makroskopische Merkmale
Die Heidelbeer-Basidie ist mit bloßem Auge zunächst nicht zu erkennen, Anfangssymptome sind gelblichgrüne oder rötliche Flecken auf den Blättern der befallenen Pflanze. Das weiße Myzel des Pilzes tritt später auf der Blattunterseite zwischen den Blattadern aus und überwuchert von dort aus die gesamte Pflanze.

### Mikroskopische Merkmale
Das Myzel der Heidelbeer-Nacktbasidie wächst interzellulär und bildet Saugfäden, die in das Speichergewebe des Wirtes wachsen. Basidien werden entweder einzeln oder in Büschen zwischen den Zellen der Pflanzenepidermis gebildet. Die viergesporten Basidien sind lang, unseptiert und schmalkeulig, die Sporen hyalin und dünnwandig. Letztere sind schmal zylindrisch geformt, werden 10–16 × 1,5–4 µm breit und besitzen im reifen Zustand 1–3 Septen. Die stabförmigen Konidien werden 5–11 × 1–1,5 µm groß.

## Verbreitung
In Europa beschränkt sich die Verbreitung der Heidelbeer-Nacktbasidie auf Mittel-, West- (inklusive der Britischen Inseln) und Nordeuropa, sie ist an das Vorkommen der Heidelbeere (Vaccinium myrtillum) gebunden.

## Ökologie
Einziger Wirt der Heidelbeer-Nacktbasidie ist die Heidelbeere. Der Pilz ernährt sich von im Speichergewebe der Pflanzen vorhandenen Nährstoffen; zunächst beschränkt auf die Blätter, schließlich dann auf der gesamten Pflanze. Die Übertragung von einer Pflanze zur nächsten erfolgt nicht über unterirdischen Wurzelkontakt, sondern durch Sporenflug. Die Sporen keimen in Konidien, aus denen sich dann ein neues Myzel entwickelt.